# Otacílio Luziano Da Silva
Otacílio Luziano Da Silva (ur. 31 października 1954 w Maracaí) – brazylijski duchowny katolicki, biskup Catanduvy w latach 2009–2018.

## Życiorys
6 grudnia 1987 otrzymał święcenia kapłańskie i został inkardynowany do diecezji Assis. Przez kilkanaście lat pracował duszpastersko w parafiach diecezji. W latach 2003–2004 był rektorem niższego seminarium, a w kolejnych latach – wikariuszem generalnym diecezji (2004-2009) oraz rektorem prowincjalnego seminarium w Marília (2009).
21 października 2009 papież Benedykt XVI mianował go biskupem diecezji Catanduva. Sakry biskupiej udzielił mu 30 grudnia 2009 arcybiskup Maurício Grotto de Camargo.
10 października 2018 papież przyjął jego rezygnację z pełnionego urzędu.